# Новое назначение
«Новое назначение»  — роман Александра Бека, одно из центральных произведений в творчестве писателя. Закончен в 1964 году и впервые опубликован в 1971 году в ФРГ (отдельные главы) и в СССР в 1986 году (в журнальном варианте) уже после смерти автора.
Публикация романа стала одной из вех начала перестройки. Как и «Белые одежды» Дудинцева, это социальный роман о борьбе старого и нового, о крахе сталинской системы, публикация которого в годы застоя была немыслима.
Гавриил Попов в своей статье «С точки зрения экономиста» («Наука и жизнь» № 4 / 1987) исследовал развитие плановой экономики СССР на основе анализа романа и ввёл понятие командно-административная система.

## Сюжет
Действие основной сюжетной линии протекает в СССР в течение нескольких месяцев 1956—1957 года. В стране происходит большая реорганизация. Министерства преобразуют в совнархозы и с этим связана массовая смена кадров. Главного героя книги, главу вымышленного Государственного Комитета по делам металлургии и топлива Совета Министров СССР Александра Леонтьевича Онисимова, собираются перевести на другую работу — послом в небольшую европейскую страну. Онисимов подводит итоги своей деятельности на посту главы Комитета и вспоминает прошлое.
Коммунист Онисимов получил первое назначение в тяжёлой промышленности ещё в годы Гражданской войны. Он проходит путь от студента-практиканта до начальника главка. Ключевым для Онисимова становится 1938 год. Его вызывают в Кремль на доклад к Сталину. Онисимов уверен, что репрессии в среде высших руководителей тяжёлой промышленности не обойдут стороной и его. Совсем недавно был арестован его брат. Но встреча со Сталиным заканчивается неожиданно, Онисимов получает полный кредит доверия от руководителя страны и назначение на должность народного комиссара танкостроения.
И вот позади много лет верной службы на высоких постах в индустрии производства стали и чугуна. Уходят с политической сцены Сталин и Берия. Онисимов — несгибаемо принципиальный и полностью лояльный любому руководящему решению солдат партии — остаётся на посту. Работа вместе со Сталиным, в том суровом режиме, который сам себе создал Онисимов, стоила ему постоянного стресса и потери здоровья. После всего этого Александра Леонтьевича смещают с должности, отправляя в почётную отставку. Он оказывается не востребован, приходит время новых людей и новых методов работы.
В концовке книги автор оставляет главного героя смертельно больным. Врачи обнаруживают у него рак.

## Основные персонажи
- Александр Леонтьевич Онисимов — председатель Государственного Комитета по делам металлургии и топлива Совета Министров СССР, типичный руководитель сталинского типа.
- Иван Фёдорович Тевосян — Заместитель Председателя Совета Министров СССР, начальник Онисимова.
- Василий Данилович Челышев — академик, научный консультант (один из прообразов — Бардин И.П.).
- Иосиф Виссарионович Сталин — Председатель Совета Министров СССР, Секретарь ЦК ВКП(б). Руководитель страны, стоящий за спиной органов НКВД в организации массовых репрессий.
- Лаврентий Павлович Берия — Народный комиссар внутренних дел СССР. Непосредственный проводник политики Сталина.

## История создания

### 1964—1971
Период 1956—1964 годов стал временем недолгой оттепели, коснувшейся и советской литературы. Были напечатаны смелые произведения Солженицына, Твардовского, Эренбурга, бросавшие вызов устоям социалистического реализма. Писатель-фронтовик Александр Бек, известный по произведениям военной и производственной тематики («Волоколамское шоссе», «Доменщики»), тоже берётся за рискованную тему. Бек был сложной фигурой в советской литературе: ёрник, трагический шут, правдолюб, бессребреник — как вспоминали о нём коллеги по перу. Предыдущее произведение писателя «Талант» («Жизнь Бережкова») было напечатано после сложных разбирательств, длившихся семь лет.
Роман под рабочим названием «Сшибка» , написанный в 1960—1964 году, был сдан в редакцию «Нового мира» 15 октября 1964 года. Главный редактор журнала Александр Твардовский одобрил рукопись и подписал её к публикации. 6 июля 1965 года рукопись была сдана в набор. Интересно, что претензий к роману в тот момент не было и у Главлита (управления советской цензуры).
Мытарства автора начались с того, что он дал прочитать рукопись нескольким друзьям и знакомым. Прочитала её и вдова наркома Ивана Тевосяна Ольга Хвалебнова и, что называется, подняла на ноги общественность. Александр Бек собственно не скрывал того, что одним из прототипов собирательного образа главного героя был Иван Тевосян. В 1956 году он был снят с должности министра тяжёлого машиностроения, отправлен послом в Японию и вскоре умер. Вдова усмотрела в рукописи романа очернение и искажение образа покойного мужа. Ольга Хвалебнова организовала несколько коллективных писем от лица авторитетных советских металлургов, бывших сослуживцев Тевосяна, в ЦК КПСС.
Конфликт приобрёл глобальный характер. Письма с жалобами попали на стол членам Политбюро ЦК КПСС Косыгину, Кириленко и самому Брежневу. Редакция была вынуждена приостановить публикацию. Александру Беку было предложено переписать роман, что он и сделал. Сюжет был несколько изменен, в  число действующих лиц был введён сам Тевосян и ему, как заместителю Председателя Совета Министров СССР, отчитывался Онисимов. Таким образом, писатель попытался отвести обвинения в том, что прообразом Онисимова был Тевосян. Но это не помогло. 17 июня 1967 года Бек и Хвалебнова встретились в Отделе культуры ЦК КПСС. Хвалебнова отказалась отозвать свои претензии. Изменения были косметическими, необходимо было принципиально переписывать весь роман. Образ работников советской тяжёлой промышленности был по её мнению извращён, они получились слепыми и безынициативными исполнителями воли Сталина.
Писатель продолжал перерабатывать книгу и несколько раз менял название («Онисимов», «История болезни», «Солдат Сталина», «Человек без флокенов»), появилось известное теперь «Новое назначение». Теперь дело уже было не в частных претензиях — против книги ополчились многие заслуженные работники Минчермета СССР. Роман пытались защитить коллеги Александра Бека по писательской организации и высшие партийные инстанции. За публикацию выступал секретарь Союза писателей СССР Георгий Марков, глава Отдела культуры ЦК КПСС Василий Шауро и кандидат в члены Политбюро, секретарь по идеологии Демичев. Но помочь это уже не могло. Шло время. Из редакции «Нового мира» ушёл Александр Твардовский и пришёл на его место Василий Косолапов. Он сделал новую попытку публикации в 1971 году и снова безуспешно.
В августе 1971 года журнал «Посев», выходивший в ФРГ и считавшийся в СССР враждебным и реакционным рупором пропаганды, опубликовал отрывок из романа «Новое назначение». В редакционной врезке говорилось, что роман анонсировался журналом «Новый мир» в 1965, 1966, 1967 годах, но в свет так и не вышел. Сообщалось, что роман вскоре будет напечатан целиком в издательстве «Грани». Выход книги за рубежом поставил произведение в положение опального. Бек сделал запоздалую попытку отречься от опасной публикации в виде открытого письма, но тщетно.
Судьбу романа на тот момент решил Андрей Павлович Кириленко, отвечавший за тяжёлую промышленность в Политбюро ЦК КПСС. Встав на сторону металлургов, он подвёл черту под затянувшимся разбирательством и окончательно запретил публикацию.
Для этого не понадобилось прямое вмешательство цензуры. По мнению литературного критика Александра Беляева судьба романа была предрешена. Он не мог быть опубликован:

Почему начальники-металлурги так упорно и ожесточенно боролись против публикации романа А. Бека? Потому что все они были люди административной системы, она их породила, воспитала, выучила, обеспечила немалыми привилегиями и льготами — и они её защищали так безоглядно и яростно.

### 1972—1986
В 1972 году, не дождавшись журнальной публикации, Александр Бек скончался. В чём-то повторив судьбу своего героя, он умер от рака. В 1971 году готовилось выйти в свет собрание сочинений писателя, но и там роман не появился. Перед смертью Бек узнал о публикации на Западе..
Борьба за книгу продолжалась. В 1983 году был проведён вечер памяти Александра Альфредовича, на котором его друг писатель Анатолий Рыбаков вновь высказался за публикацию книги в СССР.
В редакционном портфеле журнала «Знамя» рукопись романа лежала ещё с 1985 года. Но даже в эти, уже перестроечные годы, публикация вызвала сопротивление. 1986 год стал переломным для советской литературы. Одно за другим начали публиковаться произведения, которые ранее были запрещены или писались «в стол». Одним из первых прорывов стала публикация повести Андрея Платонова «Ювенильное море» в шестом номере журнала «Знамя» (пока ещё в изменённом цензурой виде). В 1986 году редакцию журнала возглавил Григорий Бакланов. В №11—12 был опубликован роман «Новое назначение», с предисловием нового главного редактора.
Публикация стала важным событием перестроечной жизни СССР. В апреле 1987 года, опираясь на материалы романа, Гавриил Попов подверг глубокому анализу сталинскую систему управления в статье «С точки зрения экономиста» (О романе Александра Бека «Новое назначение»). Именно Попову принадлежит ставший широко популярным термин «командно-административная система», впервые сформулированный именно в этой статье.

## Критика
Книга Александра Бека стала интересным культурным и экономическим феноменом. В романе затронуты рискованные для 1960-х годов темы, в частности, сталинские репрессии и роль в них Лаврентия Берии. Но при этом сюжет обходит острые углы, касающиеся советской истории 1930—1950-х годов, не освещая прямо трагические моменты. Вопрос, неизбежно встающий перед исследователями творчества Бека, состоит в том, почему «Новое назначение», не будучи откровенно диссидентским произведением, вызвало столь отрицательную реакцию.
Стиль повествования сухой и несколько педантичный. Автор в своих отступлениях часто цитирует дневники героев, акцентируя внимания на документальном характере текста. События, происходящие с героями, протекают на фоне реальной истории и реальных людей. В романе упомянуты репрессии 1937—1938 годов, Великая Отечественная война, реформы Хрущёва.
Одно из главных художественных и публицистических достоинств книги в подробном описании личности главного героя, из которого вырастает образ целой эпохи. Партийный выдвиженец, Онисимов плоть от плоти системы, которая его воспитала. Воплощение голого долга, несгибаемо жёсткий руководитель, способный не спать дни и ночи, выполняя приказ и требующий столь же неукоснительного исполнения приказов от подчинённых. Психологический портрет героя становится портретом эпохи. В этом «человеке-машине», как его зовут окружающие, сила, но и одновременно слабость всей системы.
Общая картина романа складывается из множества мелочей. Руководитель высшего ранга, министр, совершенно оторван от реальной жизни. Онисимов даже не представляет себе, сколько стоит проезд в метро. Рассказ о закрытом спецбуфете министерства, работавшем даже в голодные годы войны, и привилегированной ведомственной больнице, которая выжила после всех глобальных административных перемен — важные штрихи.
Разбор и критика романа неизбежно приводит исследователей к выводам, выходящим за рамки художественного произведения, к анализу публицистического и экономического подтекста. Последовательно и убедительно автор демонстрирует результаты подчинения строго централизованной власти. На первый взгляд, попытки жёстко следовать насаждаемому свыше курсу, наказание за малейшую провинность, плановое ведение хозяйства, технологическая дисциплина — должны дать свои плоды. Однако попытки главного героя уследить за всем и проконтролировать всё, вплоть до толщины картофельных очисток в заводской столовой, даже при его необычайной работоспособности, безуспешны.
Негативные последствия употребления централизованной власти проявляются в том, что автор называет «сшибками». Это неизбежное столкновение человеческого фактора с машиной для воплощения директив в жизнь. Мелочи, на первый взгляд не заслуживающие особого внимания, перерастают в глобальную проблему. Младший брат Онисимова погиб в лагерях, как враг народа, при этом самого Онисимова назначают на высокую должность в правительстве. Эта и другие «сшибки» не дают покоя Онисимову до конца жизни, подтачивая здоровье. Наконец, заканчивающая книгу история изобретателя Головни, который так и не смог довести до массового производства передовой способ выплавки стали, столкнувшись с неумолимыми законами функционирования бюрократизированной системы.

В ключевой для второй половины XX века проблеме — проблеме научно-технического прогресса — Административная Система оказывается всё более и более несостоятельной. Этот вывод романа А. Бека, им прямо не сформулированный, но всесторонне обоснованный всем ходом романа, имеет фундаментальное значение для наших размышлений о судьбе Административной Системы, о неизбежности её смены, о сути её перестройки.
— Гавриил Попов
Попытка реформ Хрущёва 1957—1964 годов показала высокую устойчивость командно-административной системы к переменам. Даже такой кристально честный человек, как Онисимов, работая в условиях жёсткой централизации власти, не может ничего изменить в сути её функционирования. Александр Бек не мог предложить никаких радикальных рецептов или дать по-настоящему глубокую оценку проблемам социалистической системы производства, но его роман привлёк внимание к коренным проблемам, стоявшим перед обществом, и пришёл к своему читателю несмотря ни на что.
В 1989 году по мотивам романа Александра Бека «Новое назначение» был поставлен художественный фильм режиссёра Соломона Шустера «Канувшее время».

## Публикации текста
- Бек А. А. Новое назначение. — Москва : Книжная палата, 1987. — 216 с. — (Популярная библиотека). — 200 000 экз. — ISBN 5-7000-0002-4.